# Lena Lundkvist
Lena Lundkvist, född 23 maj 1957, är en svensk journalist.
Lundkvist anställdes år 1978 av Sveriges Radio i Falun. Hon började arbeta på Sveriges Television 1983 som reporter och programledare för Mittnytt. Hon har även varit programledare för Café Falun och Mellan himmel och jord.
1993 anställdes hon av Rapport i Stockholm som programledare. Hon blev senare "rikschef" på Rapportredaktionen med ansvar för att koordinera med SVT:s distriktsverksamhet.
1998 utsågs hon till redaktionschef för SVT:s kommande nyhetskanal SVT24 som hon var med och sjösatte i mars 1999.
Hon blev en del av SVT:s företagsledning 2003. Hon lämnade arbetet som stabschef på SVT år 2014.
Lena Lundkvist var gift med reportern Alf Lundkvist (avliden 1998), även han SVT-anställd. De hade två döttrar.

## Källhänvisningar
1. ↑  Hembesök genom rutan i 40 år, Mittnytt, 18 oktober 2013, läs online.[källa från Wikidata]
2. ↑  Lena Lundkvist tackades av, Vipåtv, 11 juni 2014, läs online.[källa från Wikidata]
3. 1 2  DN gratulerar: Kampen mot klockan. 40 år. Tolv timmars intensivt arbete föregår varje Rapportsändning, Dagens Nyheter, 22 maj 1997
4. ↑  Lena Lundkvist leder SVT 24, 2 mars 1998, Aftonbladet
5. ↑  Stabschef Lena Lundkvist slutar, 23 april 2014, Vipåtv
6. ↑  Dödsfall: SVT-reportern Alf Lundkvist, Stockholm, har avlidit 51 år gammal.,  Dagens Nyheter, 22 januari 1998